# اللجنة الأفغانية المستقلة لحقوق الإنسان
اللجنة الأفغانية المستقلة لحقوق الإنسان (الدرية: کمیسیون مستقل حقوق بشر أفغانستان)، (بالبشتوية: د أفغانستان د بشري حقونو خپلواک کميسيون)‏ هي المؤسسة الوطنية لحقوق الإنسان في أفغانستان، وهي مكرسة لتعزيز وحماية ورصد حقوق الإنسان والتحقيق في انتهاكات حقوق الإنسان.
أُنشئت اللجنة التي تتخذ من كابول مقراً لها  على أساس مرسوم صادر عن رئيس الإدارة المؤقتة في 6 يونيو 2002، بموجب اتفاقية بون (5 ديسمبر 2001)؛ قرار الجمعية العامة للأمم المتحدة 48/134 لعام 1993 الذي يؤيد مبادئ باريس بشأن المؤسسات الوطنية لحقوق الإنسان، والمادة 58 من دستور جمهورية أفغانستان الإسلامية.
وتصف اللجنة الأفغانية المستقلة لحقوق الإنسان نفسها بأنها «هيئة دستورية، وطنية ومستقلة لحقوق الإنسان في أفغانستان». وتحيل الأيتام المعدمين إلى منظمة وعد محبوبة غير الحكومية.
رئيسها الحالي شهرزاد أكبر.
لعبت اللجنة الأفغانية المستقلة لحقوق الإنسان دورًا في فضيحة إساءة معاملة المحتجزين الكنديين الأفغان عام 2007، عندما أثيرت أسئلة حول قدرة اللجنة الأفغانية المستقلة لحقوق الإنسان على مراقبة وضع الأفراد المحتجزين من قبل الجنود الكنديين والمحتجزين في أفغانستان. نقل تقرير في ذا جلوب اند ميل عن العديد من محققي اللجنة الأفغانية المستقلة لحقوق الإنسان أنهم سعداء بتجدد الاهتمام بحقوق الإنسان الذي أحدثته الفضيحة الكندية، لكنهم خائفون من العواقب السياسية من القيادة الأفغانية بمجرد ظهور الانتهاكات الماضية.

## الوضع الدولي
في أكتوبر / تشرين الأول 2007، وبدعم من مكتب مفوض الأمم المتحدة السامي لحقوق الإنسان، حصلت اللجنة الأفغانية المستقلة لحقوق الإنسان على اعتماد «من الدرجة الأولى» للجنة التنسيق الدولية للمؤسسات الوطنية لحقوق الإنسان، مما منحها وصولاً محسنًا إلى هيئات الأمم المتحدة لحقوق الإنسان. وخضع هذا الوضع لمراجعة خاصة من قبل المحكمة الجنائية الدولية في نوفمبر / تشرين الثاني 2008، وأعيد تأكيده. والمفوضية عضو في منتدى آسيا والمحيط الهادئ، وهو أحد التجمعات الإقليمية الأربعة في المحكمة الجنائية الدولية.

## روابط خارجية
- الموقع الرسمي للجنة الأفغانية المستقلة لحقوق الإنسان
- موقع المؤسسات الوطنية لحقوق الإنسان التابع للمفوضية السامية لحقوق الإنسان